# Reciprocity n.º 32
Reciprocity n.º 32 es un municipio rural canadiense situado en la provincia de Saskatchewan.

## Superficie
Reciprocity n.º 32 tiene una superficie de 707,95 km².

## Demografía
En 2021, tenía 351 habitantes, una densidad poblacional de 0,5 hab./km², y 163 viviendas.